# Veronica (filme de 1972)
Veronica é um filme de fantasia musical e infantil romeno de 1972 dirigido e coescrito por Elisabeta Bostan.
Foi selecionado como representante da Romênia à edição do Oscar 1973, organizada pela Academia de Artes e Ciências Cinematográficas.

## Elenco
- Lulu Mihaescu - Veronica
- Margareta Pîslaru - professora
- Dem Radulescu - Danila
- Vasilica Tastaman - Vixen
- Angela Moldovan - Smaranda